# Cheryl L. Johnson

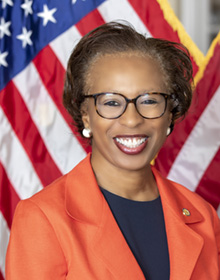

Cheryl Lynn Johnson (* 8. Mai 1960 in New Orleans) ist eine US-amerikanische Regierungsbeamtin. Vom 26. Februar 2019 bis zum 30. Juni 2023 war sie der 36. Clerk of the United States House of Representatives. Zwischen dem 3. Januar 2023 und dem 7. Januar 2023 fungierte Johnson als amtierende Vorsitzende des US-Repräsentantenhauses, während der Wahl des Sprechers für den 118. United States Congress. Im 15. Wahlgang wurde dann Kevin McCarthy gewählt. Ihre Amtsführung wurde allgemein sehr gelobt. Mit vier Tagen ist sie die Afroamerikanerin, die dem Repräsentantenhaus am längsten vorstand.

## Leben
Johnson ist die Tochter von Reverend Charlie und seiner Frau Cynthia Davis.
Johnson schloss 1980 ihr Studium an der University of Iowa mit dem Bachelor in Journalismus und Massenkommunikation. 1984 erwarb sie den Juris Doctor an der Howard University School of Law. Sie ist Absolventin des Senor Management Programm an der Harvard Kennedy School.
Johnson diente als Direktorin und Berater des Unterausschusses für Bibliotheken und Denkmäler des Committee on House Administration.
Ende Dezember 2018 ernannte die designierte Sprecherin Nancy Pelosi Johnson zu ihrer Wahl für den nächsten Clerk of the United States House of Representatives und wurde damit nach Lorraine C. Miller die zweite Afroamerikanerin, die diesen Posten bekleidete. Am 25. Februar 2019 wurde Johnson als 36. Clerk vereidigt und übernahm die Rolle am 26. Februar 2019. Ihr ging Karen L. Haas voraus.
Im Juni 2023 kündigte sie in einer Rede vor der Abgeordnetenkammer ihren Rücktritt zum 30. Juni 2023 an und wurde von den Abgeordneten mit stehenden Ovationen bedacht. Ihr Nachfolger wurde Kevin McCumber.
Johnson lebt mit ihrem Ehemann Clarence Ellison und ihrem Sohn in Chevy Chase, Maryland.
Sie ist Mitglied der Anwaltskammern von District of Columbia und Louisiana. Sie ist Vorstandsmitglied der Nineteenth Street Baptist Church und des Faith and Politics Institute.